# Umfahrung Klosters
Die Umfahrung Klosters ist ein Teilprojekt des Ausbaus der Nationalstrasse 28 entlang der Hauptstrasse 28 im Prättigau im Kanton Graubünden. Westlich schliesst die Umfahrung Klosters an die Umfahrung Saas an, die Umfahrung von Küblis folgte 2016. Östlich befindet sich die Weiterführung Richtung Davos beziehungsweise der RhB-Autoverladebahnhof Selfranga am Vereinatunnel.
Sinn und Zweck der Umfahrungsstrecken im Prättigau ist es, die Orte entlang der Durchgangsstrasse vom lästigen Fernverkehr, der speziell in der Hauptsaison im Winter herrscht, zu entlasten. Eine wichtige Rolle spielt ebenfalls die nun ganzjährig bestehende Verbindung ins Engadin. Seit der Eröffnung des Vereinatunnels ist die Strasse durch das Tal der Landquart zusätzlich belastet. Vor der Eröffnung der Umgehungsstrasse gab es zwar ebenfalls Durchgangsverkehr ins Engadin, jedoch über den Flüelapass bei Davos, der im Winter nur mit grossem Aufwand sicher zu befahren war.

## Anschluss Klosters-Dorf
Die Umfahrung Klosters beginnt kurz hinter dem Kreisel von Mezzaselva, bei dem die Serneuserstrasse – die Serneus Dorf und Serneus Bad erschliesst – von der Hauptstrasse abzweigt. Es folgt der Halbanschluss Klosters-Dorf. Die neue Umfahrungsstrasse verläuft geradeaus weiter und unterquert in der Unterführung Büel die Abbiegerspur nach Klosters sowie die Bahnstrecke der Rhätischen Bahn.

## Sunnibergbrücke

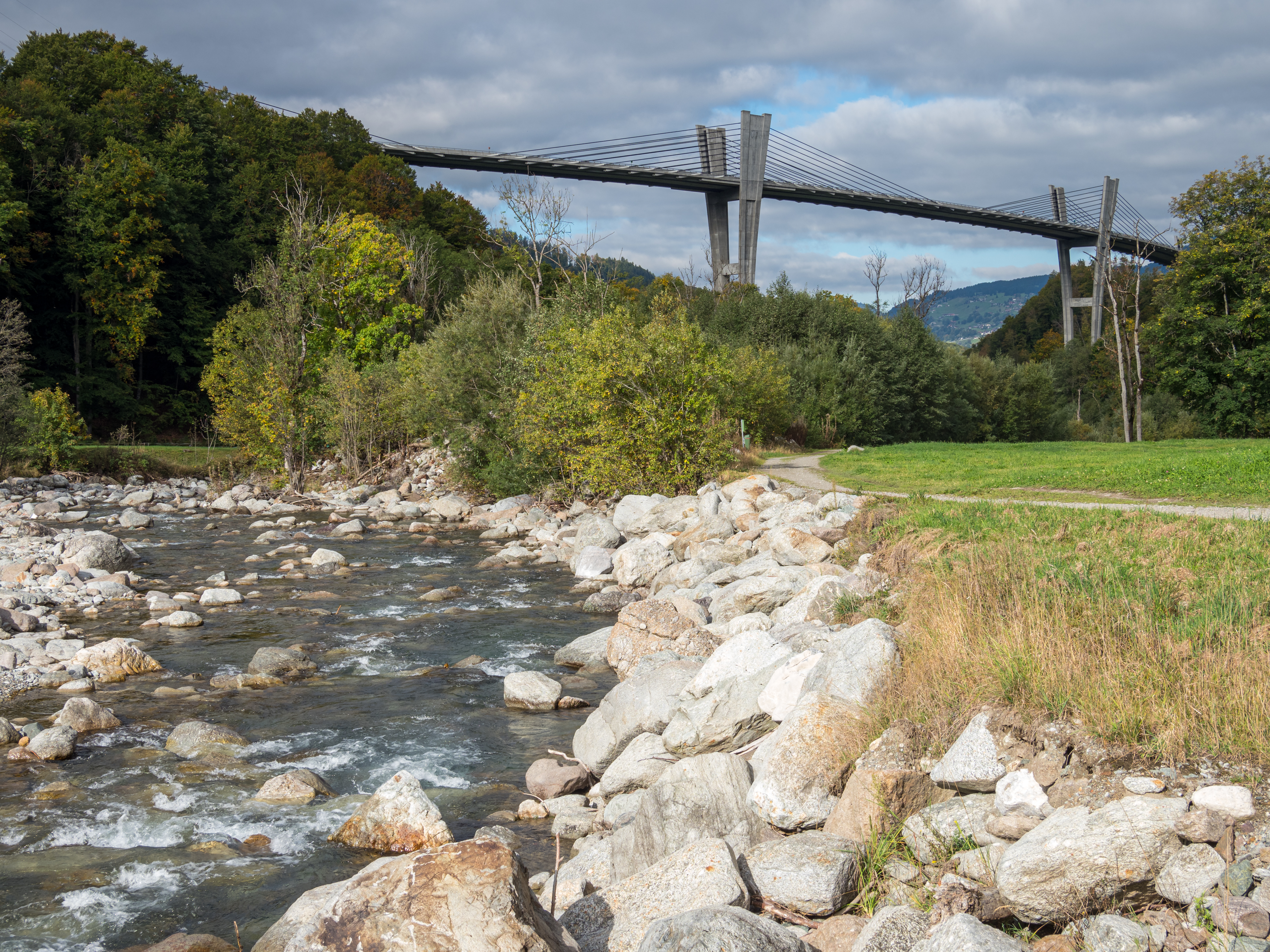
Landquart und Sunnibergbrücke

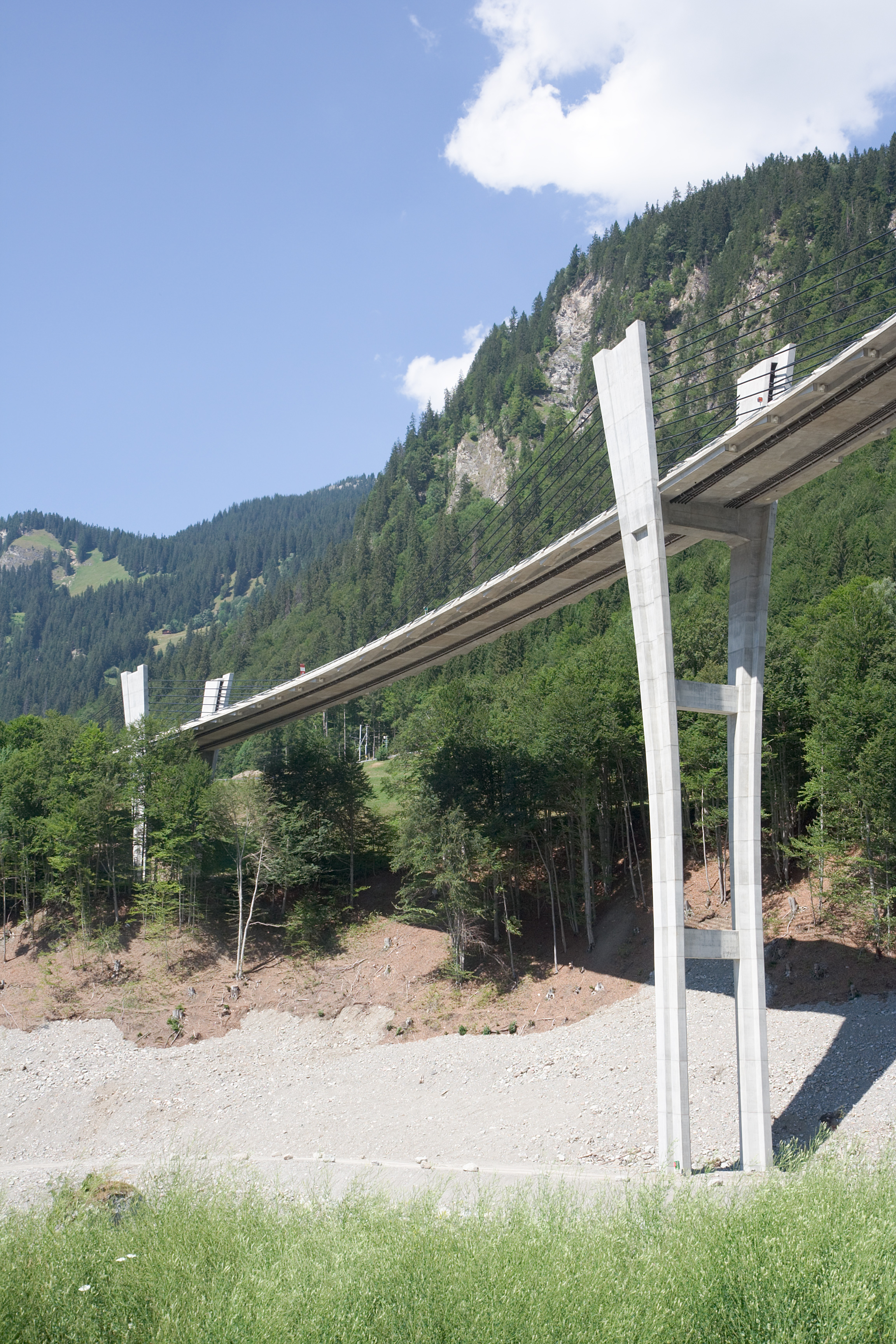
Die Brücke von unten gesehen

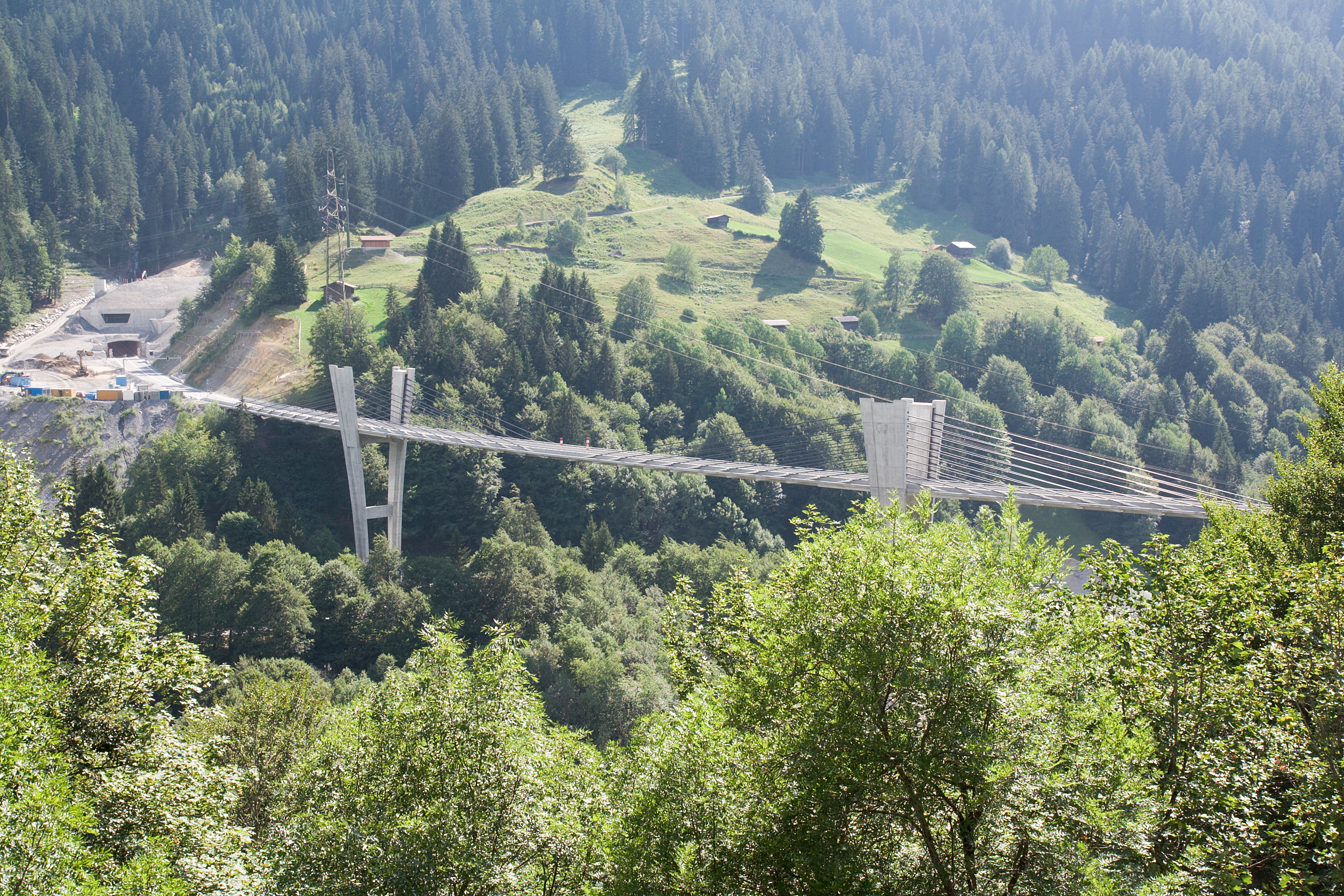
Sunnibergbrücke mit Westportal des Gotschnatunnels im Hintergrund

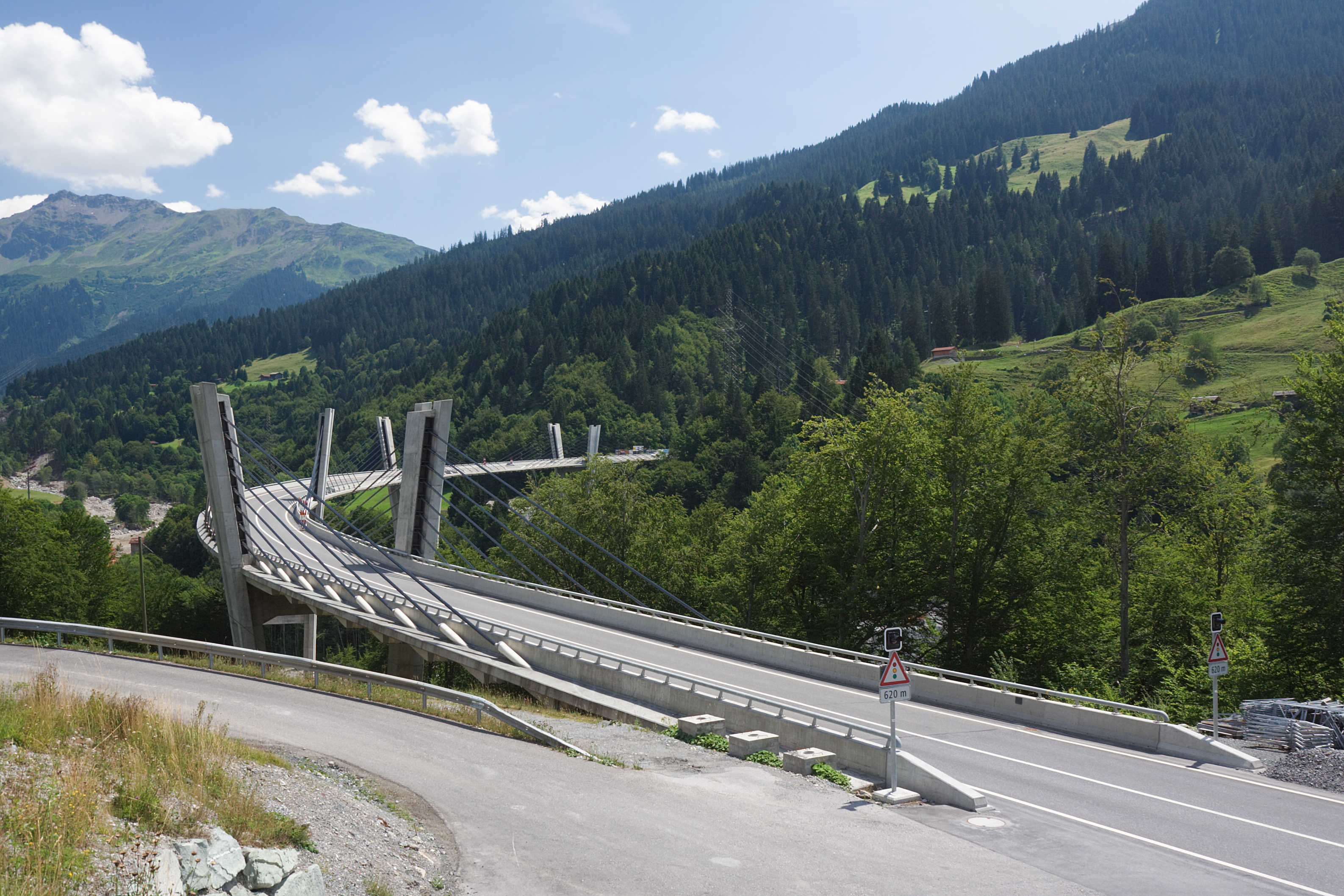
Der westliche Brückenkopf hinter dem Halbanschluss Klosters-Dorf

Die Sunnibergbrücke beginnt hinter dem Halbanschluss Klosters-Dorf bei Büel und endet am Westportal des Gotschnatunnels, am sogenannten Drostobel. Dazwischen überspannt sie das Tal der Landquart auf einer Strecke von 526 Metern in einer Rechtskurve. Aus diesem Grund ist die Brücke in Richtung des talabwärts liegenden Dorfes Serneus leicht geneigt. Gehalten wird die Schrägseilbrücke, die aus Stahlbeton und Spannbeton besteht, von Stahlseilen, die über die vier Pylone gespannt sind. Auf Höhe der zweiten Pylone (von Büel aus gesehen) wird die höchste Stelle der Brücke erreicht, denn hier befindet sich die Fahrbahn rund 62 Meter über der Landquart, die unweit des Brückenpfeilers am Talboden entlang fliesst. Jeder der vier Pfeiler hat ein Fundament, das rund 16 Meter tief gegründet ist. Die Fahrbahnplatte wurde von einem Pfeiler ausgehend nach beiden Seiten in Freivorbau-Technik gleichzeitig Richtung Feldmitte hergestellt. Die Tragseile verlaufen in Harfenform von den Verankerungen in der Fahrbahnplatte zu den über die Fahrbahn hinausragenden Pfeilerenden. Die Brücke verläuft in einer leichten Steigung gegen Brückenende Drostobel. Sie hat im Grundriss einen Kreisradius von 503 Metern. Dies ermöglicht eine zwängungsarme Verformung infolge Temperatur und Betonkriechen sowie einen Verzicht auf Dehnfugen und Brückenlager. Die beiden Fahrstreifen – der bergwärtsführende Richtung Davos beziehungsweise Engadin, der talwärtsführende Richtung Küblis und Landquart – sind jeweils 3,50 Meter breit und somit auch für den Schwerlastverkehr zur RhB-Autoverladestation Vereina geeignet.
Mit dem Bau wurde im Frühling 1996 begonnen. Nach der Fertigstellung diente die Brücke bis zur Eröffnung der Umfahrung Klosters zunächst als Baustellenzufahrt zum Portal Drostobel des Gotschnatunnels.
Die Brücke wurde zu einem neuen Wahrzeichen der Gemeinde Klosters. Im Jahr 2001, noch vor ihrer Eröffnung, wurde das Bauwerk, entworfen vom Bauingenieur Christian Menn in Zusammenarbeit mit Dialma Jakob Bänziger und seinem Ingenieurbüro, aufgrund des einzigartigen Designs mit dem renommierten internationalen „Outstanding Structure Award“ der International Association for Bridge and Structural Engineering (IABSE) ausgezeichnet; eine Plakette an der Fahrbahnbegrenzung erinnert daran.
Die Kosten für die Sunnibergbrücke beliefen sich auf rund 30 Millionen Schweizer Franken.
Am 9. Dezember 2005 wurde die Umfahrung Klosters mit der Sunnibergbrücke und dem Gotschnatunnel dem Verkehr übergeben. An der Eröffnung nahm Prinz Charles als Ehrengast teil. Er verbringt regelmässig seinen Skiurlaub in Klosters.

## Gotschnatunnel
Nach einer kurzen Fahrbahnpassage befährt man durch das westliche Tunnelportal Drostobel den rund 4200 Meter langen Gotschnatunnel, der den Gotschnagrat unterquert. Zuerst verläuft die Strasse in einer leichten Linkskurve, dann folgt ein langes, gerades Streckenstück. Von hier an verläuft der Notstollen in 30 Metern Distanz zum Hauptstollen auf der Bergseite parallel zur Fahrbahn. Alle 300 Meter befindet sich ein Zugang, durch den man von Strassentunnel zum Notstollen wechseln kann. Gegenüber den Notausgängen befindet sich auf der Klosters zugewandten Seite alle 150 Meter eine Notrufnische. Zu- und Abluft werden durch die Decke geleitet. Der Gotschnatunnel wird von beiden Tunnelenden aus mit frischer Luft versorgt. Lichtsignale alle 150 Meter geben Auskunft über den Zustand des Tunnels, der Fahrbahn oder der Verkehrslage. Zusätzlich befinden sich ebenfalls alle 250 Meter CO2-Messgeräte im Tunnel, alle 140 Meter Überflurhydranten. Die Fahrbahn ist wie auf der Sunnibergbrücke auch zweispurig, wobei jede Spur ebenfalls eine Breite von 3,50 Meter aufweist.
Der Gotschnatunnel wurde von beiden Seiten in Sprengvortrieb vorangetrieben. Bei Tunnelkilometer 3,370 vom Westportal aus gesehen befindet sich die Stelle, an der am 10. Dezember 2001 der Durchschlag stattfand. Unweit von dieser Stelle beginnt eine weitere Linkskurve die jedoch enger ist als die nahe dem Drostobel. Am Ende der Kurve befindet sich das Ostportal Selfranga.
Mit dem Bau des Sicherheitsstollens wurde nach der Fertigstellung des Hauptstollens im Oktober 2003 begonnen, da er erst nachträglich in die Planung aufgenommen wurde. Im Gegensatz zum Hauptstollen kam hierbei eine Tunnelbohrmaschine zum Einsatz. Sie fräste sich von Drostobel aus bergwärts Richtung Selfranga. Am 30. März 2004 erfolgte dann der Durchbruch. Während des Baus des Sicherheitsstollens erfolgte der Innenausbau des Strassentunnels.
Der Gotschna-Strassentunnel wurde in 8 Jahren Bauzeit fertiggestellt, wobei 4 Jahre auf den Ausbruch und weitere 4 Jahre auf den Innenausbau und die elektrische Ausstattung entfielen. Er kostete rund 211 Millionen Schweizer Franken.

## Anschluss Klosters-Selfranga
Das Ostportal des Gotschnatunnels befindet sich unweit des Geländes der Verladestation Selfranga. Die Hauptstrasse 28 verläuft zuerst in einer leichten Linkskurve, dann über eine kurze Strassenbrücke und in einer weiteren, jedoch steilen Linkskurve weiter Richtung Davos. Von der Hauptstrasse zweigt die Zufahrtsstrasse zum Warteraum der Autoverladestation nach links, die Strasse in Richtung Klosters zweigt nach rechts ab.